# Le Paradis ne se partage pas
Pour plus de détails, voir Fiche technique et Distribution.
Le Paradis ne se partage pas (Hindi Nahahati ang Langit) est un film philippin réalisé par Mike De Leon, sorti en 1985. Le scénario a été écrit par Mia A. Concio et est adapté du roman du même nom de Nerissa G. Cabral.

## Synopsis
Après le mariage d'Agnès et d'Ariston, Noel et Melody sont devenus demi-frères et demi-sœurs, mais ils ne se sont pas entendus jusqu'à l'âge adulte. À la mort de leurs parents, Noel est contraint d'être le tuteur légal de Melody malgré leur manque d'intimité. En grandissant, ils se marient à leurs amants respectifs : Melody épouse Ronald et Noel épouse Cynthia. Un jour, Noel et Melody deviennent partenaires en affaires, mais leur déclaration d'amour mutuelle détruit leurs mariages respectifs et stigmatise leur relation. Cette liaison rend Ronald et Cynthia furieux contre leurs conjoints respectifs, tandis que Noel et Melody continuent de s'aimer.

## Fiche technique
Sauf indication contraire, les informations mentionnées dans cette section peuvent être confirmées par la base de données cinématographiques IMDb,  présente dans la section « Liens externes ».
- Titre original : Hindi Nahahati ang Langit
- Titre français : Le Paradis ne se partage pas
- Réalisation : Mike De Leon
- Scénario : Mia Concio, d'après le roman de Nerissa Cabral
- Producteurs : Charo Santos-Concio et Simon C. Ongpin
- Photographie : Pedro Manding Jr.
- Montage : George Jarlego
- Musique : Willy Cruz
- Pays d'origine : Philippines
- Format : Couleurs - 35 mm
- Genre : drame
- Durée : 127 minutes
- Date de sortie :
  - Philippines : 7 mars 1985
  - France : 21 novembre 2022 (Festival des 3 Continents)

## Distribution
- Christopher De Leon : Noel
- Lorna Tolentino : Melody
- Dina Bonnevie : Cynthia
- Edu Manzano : Ronald
- Nestor de Villa : Ariston Delgado
- Gloria Romero : Agnes Grivas
- Gigi de la Riva : Ressie
- Jimmy Javier : Paul